# Křenovice

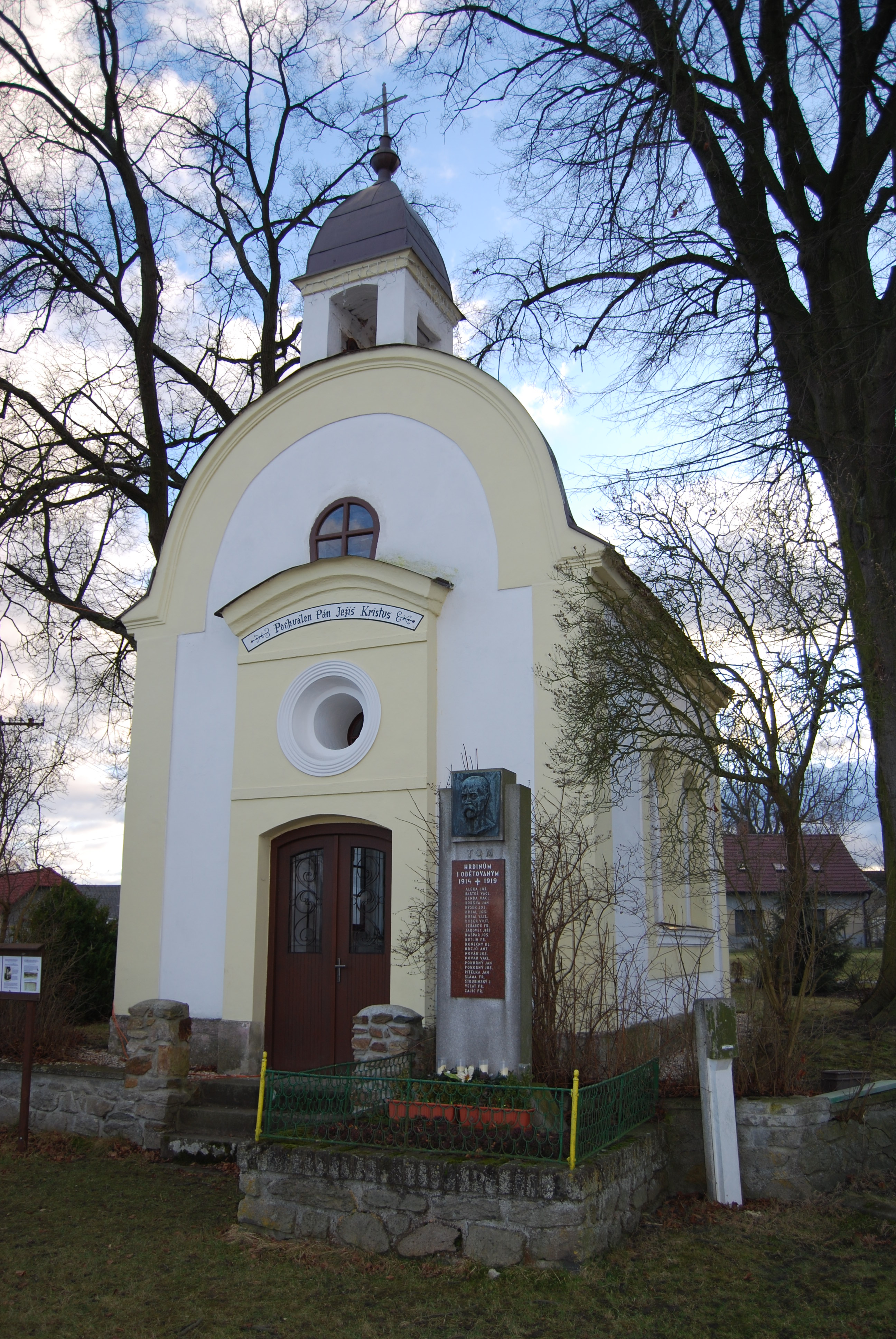
Kapelle der Jungfrau Maria

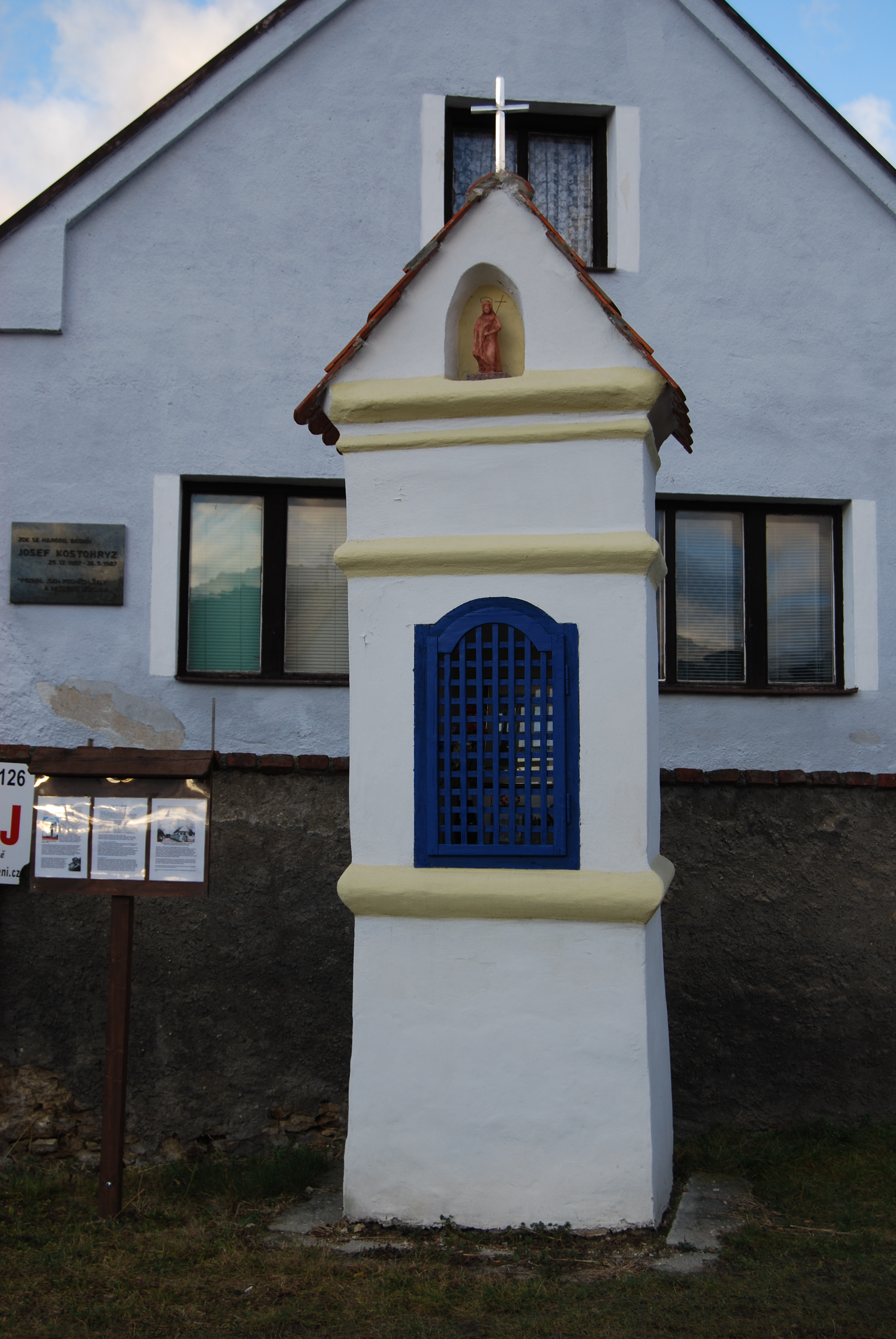
Bildstock des hl. Johannes von Nepomuk

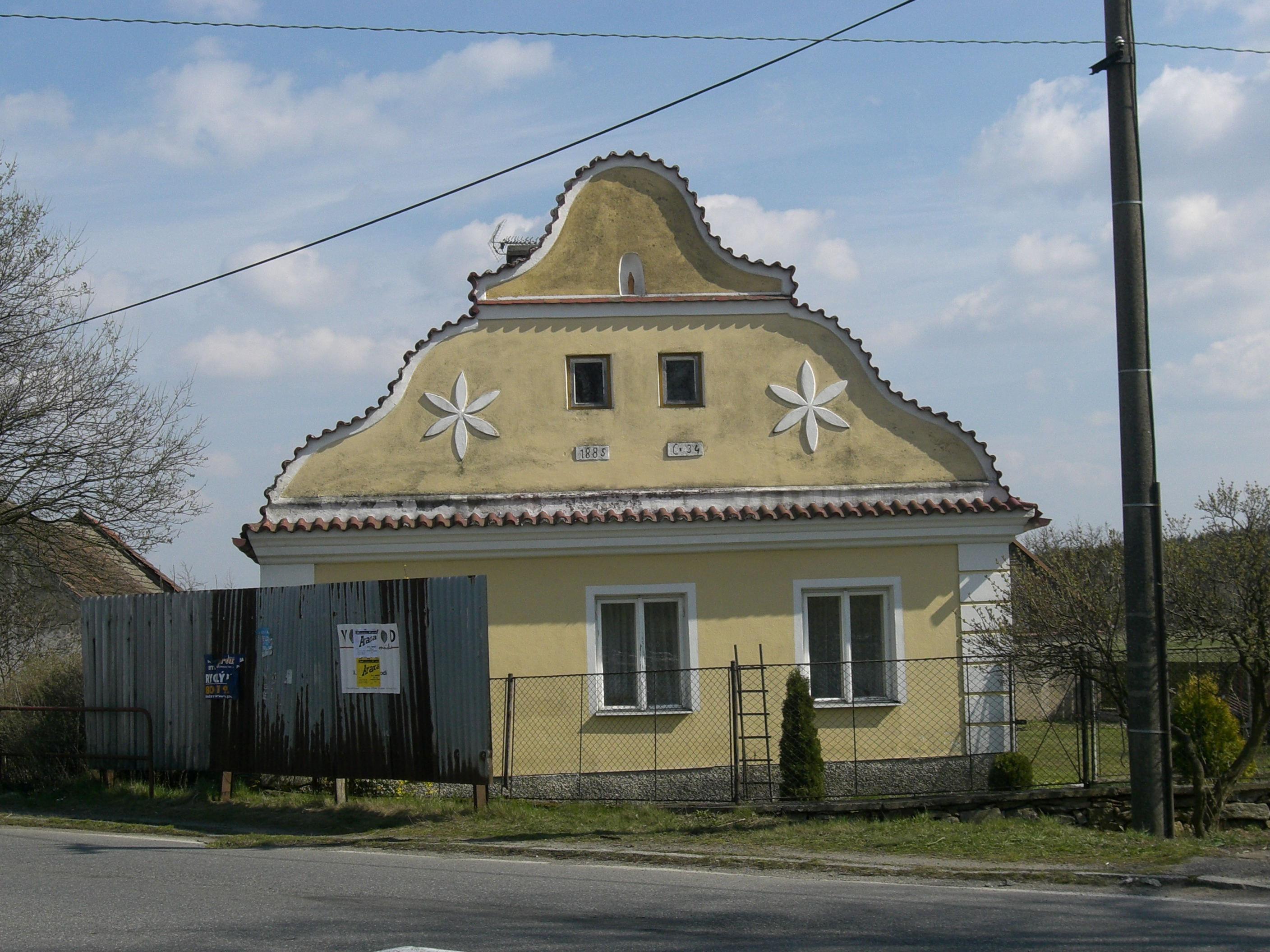
Gehöft im Bauernbarockstil

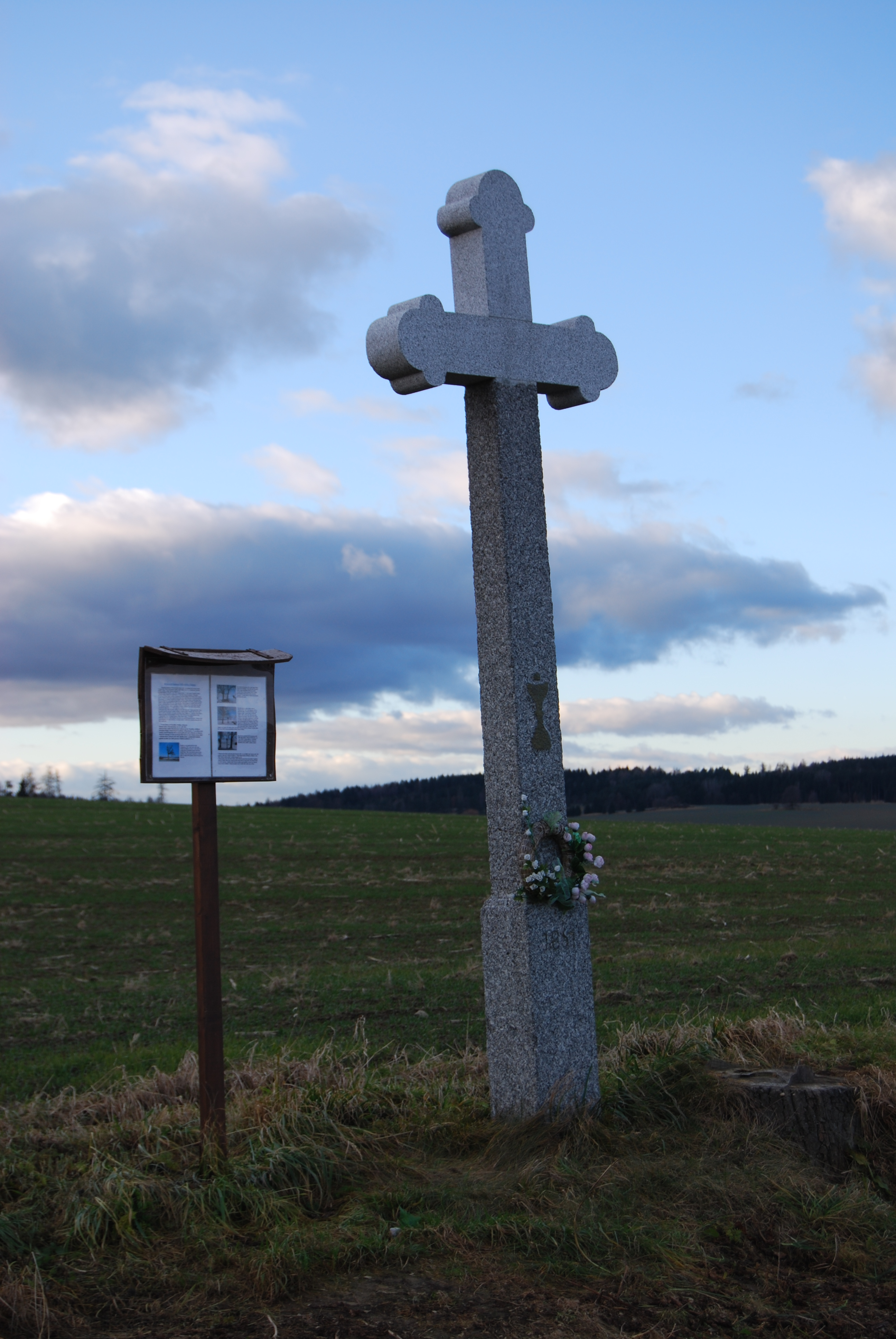
Erstes Kašpar-Kreuz von 1851

Křenovice, bis 1923 Chřenovice (deutsch Křenowitz, 1939–1945 Kschenowitz) ist eine Gemeinde in Tschechien. Sie liegt neun Kilometer südlich von Milevsko in Südböhmen und gehört zum Okres Písek.

## Geographie
Křenovice liegt im Süden der zum Mittelböhmischen Hügelland gehörigen Milevská pahorkatina am Oberlauf des Baches Křenovický potok. Durch das Dorf führt die Staatsstraße I/29 zwischen Písek und Tábor. Nordöstlich erhebt sich die Na Vartě (480 m), im Südwesten der Velké Mokří (519 m) und westlich der Petrův vrch. Gegen Osten liegt der Teich Pilný. Nordwestlich erstreckt sich das Waldgebiet Křenovický les.
Nachbarorte sind Stehlovice, V Soudném, U Zárubů und Branice im Norden, Veselíčko, Bilina und Jestřebice im Nordosten, Kolíšov, Bernartice im Osten, Bojenice im Südosten, Svatkovice, Rakov, Leveč, Ovčín, Kozí Hora und Horní Rastory im Süden, Dolní Rastory und Podolí I im Südwesten, Myslivna, Červená und Podolí im Westen sowie Jižiny und Jetětice im Nordwesten.

## Geschichte
Archäologische Funde von Grabhügeln der mittelbronzezeitlichen böhmisch-oberpfälzischen Hügelgräberkultur im Křenovický les und am Petrův vrch belegen eine frühzeitliche Besiedlung der Gegend. Im Jahre 1897 wurde in der Flur Na Pastvišti ein Schatz, bestehend aus zwei bronzenen Armreifen, Nadeln, 30 schmalen Goldbändern und 618 Bernsteinperlen aufgefunden, der ebenfalls aus der mittleren Bronzezeit stammt.
Die erste schriftliche Erwähnung des Dorfes erfolgte 1379 in einem von Erzbischof Johann Očko von Wlašim in Auftrag gegebenen Verzeichnis sämtlicher erzbischöflicher Herrschaften. Das vom erzbischöflichen Notar Jindřich Hezlín von Humpolec zwecks Erhebung einer Sondersteuer zur Unterstützung König Wenzels IV. erarbeitete Verzeichnis weist Křenovice mit 13 Hufen und 20 Gehöften als eines der größten unter den 33 Dörfern der Herrschaft Thein aus. Am 20. August 1415 musste Erzbischof Konrad von Vechta die Herrschaft als Folge von Misswirtschaft an Jan von Sobětice verpfänden. 1416 ging das Pfand gänzlich an diesen über. Nach der Schlacht am Weißen Berg wurde die Herrschaft konfisziert und durch König Ferdinand II. als Ganzes wieder dem Erzbistum Prag übergeben. In einem 1651 erstellten Verzeichnis nach dem Glauben ist ersichtlich, dass Křenovice zu dieser Zeit nur 44 Einwohner hatte, die älter als zehn Jahre waren. Im Ort gab es fünf Bauern, einen Schmied und ein Kretschmer.
Im Jahre 1840 bestand Křenowitz aus 47 Häusern mit 406 Einwohnern. Zum Dorf gehörten die Einschichten Na Rastarých (Horní Rastory) mit drei Dominikalhäusern und W Gizinách (Jižiny) mit drei Häusern, darunter einem herrschaftlichen Jägerhaus. Pfarrort war Bernarditz. Bis zur Mitte des 19. Jahrhunderts blieb das Dorf immer der erzbischöflichen Herrschaft Moldau-Thein untertänig.
Nach der Aufhebung der Patrimonialherrschaften bildete Chřenovice/Křenowitz ab 1850 einen Ortsteil der Gemeinde Podolly in der Bezirkshauptmannschaft und dem Gerichtsbezirk Pisek. Am 14. Oktober 1869 löste sich Křenowic von Podolly los und bildete mit den Ansiedlungen Horní Rastory und Jižiny eine eigene Gemeinde. Das Dorf hatte zu dieser Zeit 562 Einwohner, die vornehmlich von der Landwirtschaft lebten. Im Jahre 1874 wurde Rastory von Podolí nach Chřenovice umgemeindet. Seit 1924 führt die Gemeinde den amtlichen Namen Křenovice. 1949 wurde Křenovice dem Okres Milevsko zugeordnet; nach dessen Aufhebung kam sie Ende 1960 zum Okres Písek zurück, zugleich erfolgte die Eingemeindung nach Podolí I. Nach einem Referendum löste sich Křenovice zum 24. November 1990 wieder von Podolí I los und bildete eine eigene Gemeinde.

## Gemeindegliederung
Für die Gemeinde Křenovice sind keine Ortsteile ausgewiesen.

## Sehenswürdigkeiten
- Kapelle der Jungfrau Maria am Dorfplatz, erbaut 1876
- Bildstock des hl. Johannes von Nepomuk am Haus Nr. 9, errichtet im 18. Jahrhundert
- Bildstock der hl. Dreifaltigkeit im Wald Na Bruse
- Denkmal für die Gefallenen des Ersten Weltkrieges, auf dem Dorfplatz vor der Kapelle
- Gehöft im Bauernbarockstil
- Vier Kašpar-Kreuze, sie wurden durch den Besitzer des Hofes U Kašparů, František Jeřábek zwischen 1851 und 1859 auf seinen Fluren um das Dorf errichtet. Die Steinkreuze mit Votivcharakter tragen jeweils die Jahreszahl ihrer Errichtung und einen Hussitenkelch.
- Haus Nr. 65, am Geburtshaus von Josef Kostohryz wurde 1999 eine Gedenktafel angebracht

## Söhne und Töchter der Gemeinde
- Josef Kostohryz (1907–1987), Schriftsteller und Übersetzer